# بين ألدريدغ
بين ألدريدغ (بالإنجليزية: Ben Aldridge)‏ هو ممثل بريطاني، ولد في 12 نوفمبر 1985 في ديفون في المملكة المتحدة.

## وصلات خارجية
- بين ألدريدغ على موقع IMDb (الإنجليزية)
- بين ألدريدغ على موقع ميوزك برينز (الإنجليزية)
- بين ألدريدغ على موقع قاعدة بيانات الفيلم (الإنجليزية)